# Spielberghorn
De Spielberghorn is met 2044 meter de hoogste top aan de noordkant van het dal van Saalbach-Hinterglemm, op de grens van de Oostenrijkse deelstaten Salzburg en Tirol. In de zomer is de berg te beklimmen, en levert een prachtig uitzicht op onder andere de Hohe Tauern. De berg maakt deel uit van de Kitzbüheler Alpen.